# Oligoryzomys arenalis
Oligoryzomys arenalis är en däggdjursart som först beskrevs av Thomas 1913.  Oligoryzomys arenalis ingår i släktet Oligoryzomys och familjen hamsterartade gnagare. IUCN kategoriserar arten globalt som livskraftig. Inga underarter finns listade i Catalogue of Life.
Denna gnagare förekommer i Peru på Andernas västra sluttningar. Arten lever i regioner som ligger 400 till 2850 meter över havet. Habitatet utgörs av torra buskskogar och av liknande områden med glest fördelad växtlighet. Oligoryzomys arenalis undviker jordbruksmark.